# Metrodor (deixeble de Sabí)
Metrodor (grec antic: Μητρόδωρος, llatí: Metrodorus) va ser un metge de la Grècia romana, deixeble de Sabí, que va viure vers la part final del segle ii i la primera part del segle i dC. Galè l'esmenta com un dels que havien comentat part de les obres d'Hipòcrates. Segurament és el mateix metge Metrodor que va ser tutor d'Asclepíades Farmació.